# 野本亀久雄

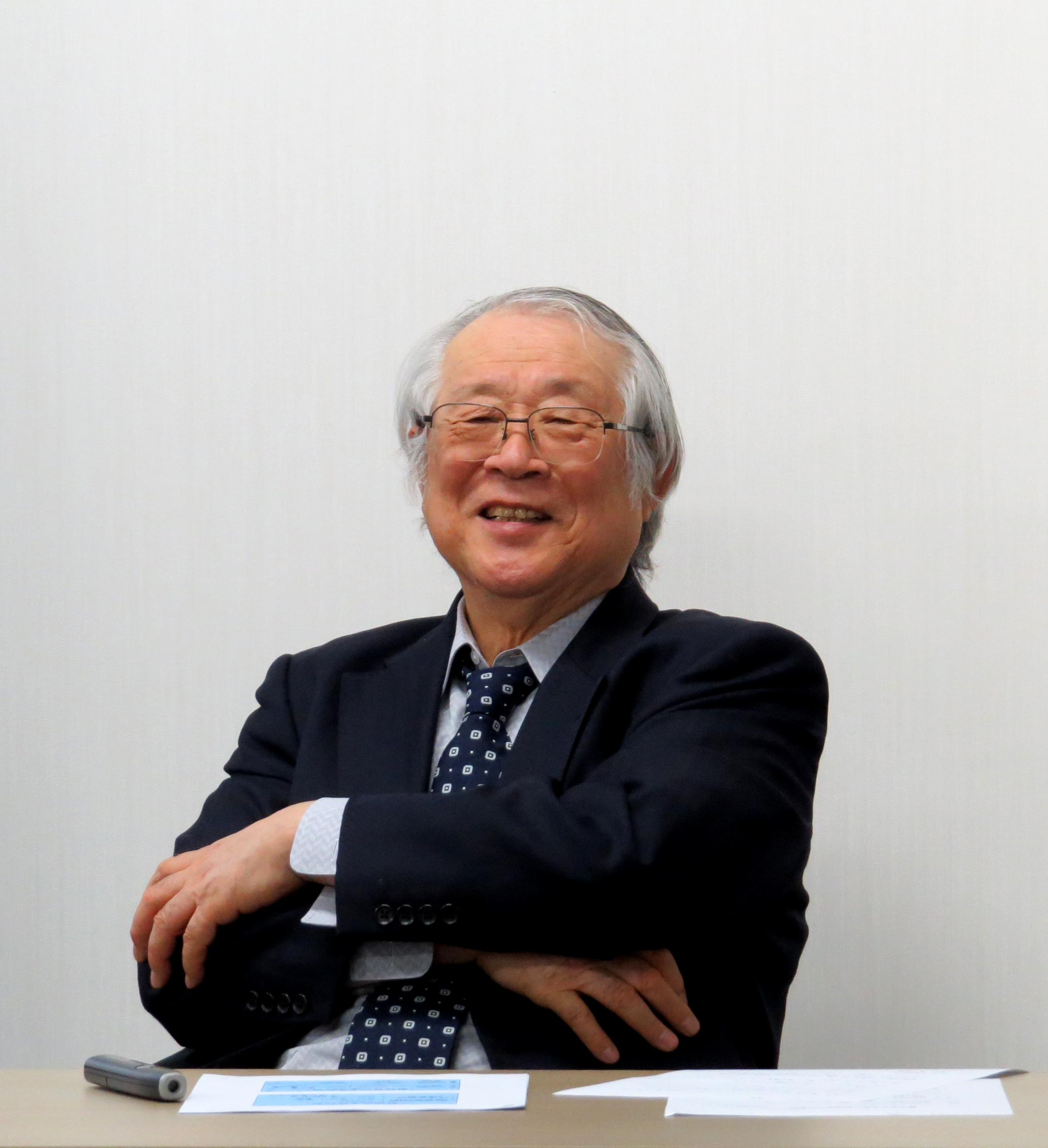

野本 亀久雄（のもと きくお、1936年6月5日 - ）は、日本の免疫学者。愛媛県松山市生まれ。九州大学名誉教授、元社団法人日本臓器移植ネットワーク理事長、元日本移植学会理事長。九州大学生体防御医学研究所の創立者。九州大学医学部卒業、九州大学大学院修了。

## 著作
- 「新生時胸腺摘出マウスを用いた腫瘍の免疫生物学的研究」 学位論文、1966年
- 『癌免疫の基礎』ライフ・サイエンス、1978年
- 『マクロファージの機能と機能測定法：新しいマクロファージの免疫生物学』菜根出版<細菌学技術叢書>、1985年、ISBN 4-7820-0062-6
- 『免疫とはなにか：病気を防ぐからだのしくみ』講談社<ブルーバックス>、1987年、ISBN 4-06-132681-3
- 『免疫学概論』コロナ社、1992年、ISBN 4-339-06706-7
- 『闘う免疫：感染症・ガン・老化への挑戦』現代書林、1996年、ISBN 4-87620-918-9
- 『免疫力：病気をはねのける体になる』ダイヤモンド社、1998年、ISBN 4-478-86026-2
- 『臓器移植：生命重視型社会の実現のために』ダイヤモンド社、1999年、ISBN 4-478-86027-0
- 『新・免疫ミルク：免疫力をパワーアップ：母乳効果で健康に貢献』アクア出版、2003年、ISBN 4-900156-29-9

## 「生体防御学」の確立
野本教授は生命科学を理解するための新しい学問領域として「生体防御学」を提唱し、その理論体系である生体防御論の確立と科学的実証を行ってきた。生体防御論では、生体防御機構を、外来異物あるいは異物的自己を排除することにより生体の恒常性を維持するメカニズムの全体と位置付けている。現在では、この「生体防御」が学術用語として定着し、大きな学問領域として認知されるに至った。
野本教授の提唱した生体防御論により、生体が異物を排除するメカニズムを実際の生体内の反応にそくして理解する方法論がはじめて確立した。生体防御論が提唱される前は、異物排除のメカニズムを抗原得異的免疫反応（狭義の免疫）のみで説明しようとする風潮があり、生体防御機構の基盤となるべき非特異的防御反応の重要性が見過ごされがちであった。また、生体防御機構の重要なターゲットは微生物や腫瘍など、それ自身の生物活性が生体防御機構に多く影響をおよぼす異物であるにも拘わらず、旧来の免疫学では精製蛋白などに対する反応が研究対象の中心であり、実際に生体防御機構が異物と戦う状態とは大きく乖離していた。
野本教授は、生体防御論の立場から感染や腫瘍に対する防御機構を解析することにより、現実にそくしたダイナミックなシステムとして生体防御を把握し、この学問分野の進展に大きく寄与した。この生体防御論に基づく研究から、生体防御機構を理解するうえで根幹となる重要な概念が生み出された。連続的バリアー、比重論的位置付け、場選択性、がそれである。
連続的バリアーとは、異物侵入後、経時的に異なったエフェクターが働くことにより、効率の良い異物排除が起こる現象を示す。連続的バリアーの研究で明らかとなった重要な業績として、プリミティブT細胞（PT）反応の発見があげられる。
比重論的位置付けとは、異なった異物の排除には異なった生体防御エフェクターを必要とすることを明確にした概念である。病原体の病原性の違いにより、必要とされる生体防御エフェクターは異なっている。このような観点から生体防御機構を見る視点は、臨床的に感染等に対処する際に重要なアプローチであり、実際にこの概念を応用して、各種のBiological Response Modifier(BRM)の開発と臨床応用に大きな成果をあげた。
さらに、場選択性とは、生体防御反応が起こっている場に置いてはじめて生体防御を活性化／調整する分子が有効に働くことを示した概念である。

## 野本教授門下生一覧
これらの研究活動を通じて、野本教授は多数の優秀な研究者を育て、各大学の教授として第一線で活躍する門下生を多数輩出している。

### （基礎研究系）
- 姫野國祐：徳島大学教授から九州大学医学部教授
- 光山正雄：新潟大学医学部教授から京都大学医学部教授
- 吉田真一：産業医科大学教授から九州大学医学部教授
- 吉開泰信：名古屋大学医学部教授から九州大学生体防御医学研究所教授
- 古賀泰宏：東海大学医学部教授
- 松崎吾朗：琉球大学医学教授
- 岸原健二：長崎国際大学薬学部教授
- 原田守：島根大学医学部教授
- 田中和夫：昭和医科大学教授
- 吉田裕樹：佐賀大学医学部教授
- 山田亮：久留米大学医学部教授
- 廣松賢治：福岡大学医学部教授
- 玉田耕治：山口大学医学部教授
- 原博満：鹿児島大学医学部教授
- 二宮利治：九州大学医学部教授

### （臨床系）
- 久保千春：九州大学医学部教授
- 酒見隆信：佐賀大学医学部教授
- 奥田誠也：久留米大学医学部教授
- 江藤正俊：熊本大学医学部教授から九州大学大学院医学研究院教授
- 大賀正一：山口大学医学部教授から九州大学大学院医学研究院教授
- 川野庸一：福岡歯科大学教授
- 吉野一郎：千葉大学医学部教授
- 中村誠司：九州大学歯学部教授
- 園田耕平：山口大学医学部教授から九州大学大学院医学研究院教授
- 竹田保之：酪農学園大学教授

## 脳死臓器移植への貢献
野本教授は脳死臓器移植の土台となる「脳死」に関する理解を国内に広げて臓器移植法の成立に寄与し、それを支える「日本臓器移植ネットワーク」の骨格となるルールや体制を作り上げた人物である。

### 【1】臓器移植法案施行まで
野本教授は臓器移植法（臓器の移植に関する法律）が取り沙汰され始めた1980年代後半から制定されるまで約10年、さらに制定されてから安定した体制ができあがり必要な医療行為として日本人に受けいれられるまで、その推進の主柱であった。
1980年代、脳死による臓器移植は欧米諸国では日常医療化していたが、日本では移植技術や知識・体制において世界トップクラスのレベルにあったにもかかわらず、腎臓や角膜などごく限られた移植しか行われず大きく後れを取っていた。それは腎臓や角膜以外の臓器（心臓、肺、肝臓、膵臓、小腸）等は脳死状態のドナーから摘出し移植することが必須であったが、脳死を「人間の死」とすることに対し国民的理解がなかなか得られなかったからである。日本医療における従来の死は「死の三兆候」（心停止、呼吸停止、瞳孔散大）であり、脳死は脳の主な機能が回復の見込みがない停止状態に陥った時をもって「死」としている。
人口呼吸器等の発達に伴って、人はたとえもう意識が戻ることなく自力で呼吸ができなくても、心臓が動いて肌が温かい状態を一定期間保つことができる。その状態を「死」として受け入れることは日本人には難しい問題であった。
しかしながら、国内で移植手術が受けられず海外で移植手術をする場合は海外のドナーから臓器提供を受けなければならないが、どの国でも移植を待つ患者は多い。そのため国内での臓器移植を進めない日本への海外の批判が高まった。また海外での移植手術には巨額な費用が必要であり、移植患者や家族の経済的負担も大きかった。
そのような背景から臓器移植推進の気運が高まり、1985年厚生省科学研究班は脳死判定基準（竹内基準）発表。1988年には日本医師会生命倫理懇談会が脳死移植に関する報告書を発表した。この年、野本教授は日本移植学会の学術集会学会長に就任し、国民の理解を得るために市民参加の公開シンポジウムを全国14か所にて開催。

#### 野本教授の公開シンポジウムの主なテーマと討論
- 臓器移植－外科医の立場から
- 脳死－脳外科医の立場から
- 臓器移植と日本人の脳死感－医学以外の立場から
- 患者、家族の立場から
- 臓器移植－一般市民の立場から
- 臓器移植－宗教家の立場から
- 脳死と移植をめぐる法律問題
- マスコミの立場から見た臓器移植
- 臓器移植－世界の現状と日本の立場
- 臓器移植の現状と問題点－各領域からの提言
- 臓器移植－いま社会に問われるもの
- 移植提供ネットワークの在り方

#### 時代の変化
1990年 ：日本移植学会内に「臓器移植推進特別委員会」発足
同年、総理府に「脳死と臓器移植に関する臨時調査会」（脳死臨調）発足
1994年 4月：「臓器移植法案」が国会へ上程
1996年 9月：「臓器移植法案」廃案
1996年12月：「臓器移植法案」が再び国会へ上程
この時期、日本移植学会理事長だった野本教授は医療界からの要請を受け、医学会・患者団体・宗教界・マスコミなどを纏め上げ、議会・国民世論は臓器移植賛成が過半数までに達した。
1997年10月：臓器移植法が施行
1999年 3月：国内初、脳死ドナーによる臓器移植第一例
臓器移植法施行から実際に脳死移植の第一例が出るまでは16カ月もの空白期間があった。この期間、野本教授はさらなる「国民の理解を得る」得るため全国30ヵ所をめぐり、脳死・臓器移植の意義を説いて普及PRに努めた。
国内初の脳死臓器移植の様子はマスコミで大きく報道され、臓器移植に対する国民の関心は一挙に高まった。

### 【2】日本臓器移植ネットワークの確立
社団法人日本腎臓移植ネットワークを前身とする公益社団法人日本臓器移植ネットワークは、日本で唯一ドナーとレシピエント・患者と医師を繋ぐ機関である。
野本教授はこの中で脳死移植に関する厳格なルール（「臓器の移植に関する法律」の運用に関するマニュアル、レシピエント選択基準等）を作り上げ、それを細心の注意と心配りをもって順守する強固な体制を敷いた。これはより多くの移植を望み性急に前進しようとする医療会・患者団体を抑えることとなり、強い反発も多数出た。しかし、結果としては事故を未然に防ぐことで着実に実績を積み上げ国民の信頼を得ることの布石となった。

#### 日本臓器移植ネットワーク
- 1995年4月 日本腎臓移植ネットワークとして設立（脳死腎移植のみ）
- 1995年6月 - 12月 日本腎臓移植ネットワーク理事就任
- 1995年12月 - 1997年10月 日本腎臓移植ネットワーク副理事長就任
- 1997年10月 日本腎臓移植ネットワークが日本臓器移植ネットワークへ改組
- 1997年10月 - 2011年6月 日本臓器移植ネットワーク副理事長就任
- 2011年7月 - 2015年6月 日本臓器移植ネットワーク理事長就任

#### 野本教授が目指した日本の脳死臓器移植の特徴
1.臓器提供意思表示カード
臓器を提供する側は他国で使用されている「ドナーカード」ではなく「臓器提供意思表示カード」を用い、臓器を提供するだけでなく、提供を希望しない意思表示もできるようになっている。臓器を提供する意思がない場合は脳死判定を受ける意志がないことの表示ともなる。
2.三原則「フェア・ベスト・オープン」（公正、最善、情報公開）
公正：ドナーからの臓器の提供は社会への貢献という考えを基礎に、臓器移植法施行当初は特定の個人にあてた臓器提供は禁止されていた。それにより移植を希望するすべての人々に対して機会の公平性が保たれ、営利目的の臓器あっせんや売買等、個人宛の臓器移植を希望しての自殺等を禁止する抑止力とする。
最善：臓器移植は専門性の高い高度なチーム医療であり、それぞれが誠意と真心を持って最善の力を尽くす必要がある。
情報公開：臓器移植に関しては規定に沿った詳細内容を記録し保管する。ドナーやレシピエンドの個人情報に配慮した上で、透明性を確保し適切な情報を発信する。
この基本姿勢の上で日本の脳死臓器移植はただの1件も医療ミスや重篤な事故もなく日本に浸透し社会的信用を得た。それにより臓器移植法は改正が行われ、着実な前進を続けている。

#### 2009年7月臓器移植法改正
- 親族の優先提供が可能になった（2010年1月施行）。
- 本人の意思が不明な場合は家族の承諾で臓器提供が可能になった（2010年7月施行）。
- 15歳未満の臓器提供が可能になった（2010年7月施行）。

#### 現在
2012年6月　国内初6歳未満の脳死ドナーからの臓器移植第一例
6歳未満については、成人より脳死判定が難しい15歳未満、6歳以上よりさらに厳しい判定が必要である。そのためなかなか第一例目が出なかったが、臓器移植法改正から3年をもって貴重な第一例が出た。
2015年6月に野本教授は日本臓器移植ネットワーク理事長を退任したが、日本の臓器移植に及ぼした大きな影響は現在も受け継がれている。
平成28年11月9日現在、脳死臓器提供ドナー412名。
その412名からの臓器移植件数：心臓309件、肺326件、心肺同時3件、肝臓356件、肝腎同時9件、膵臓52件、膵腎同時224件、腎臓512件、小腸14件、合計1805件。

## 医療事故防止への貢献
野本教授は公益財団法人日本医療機能評価機構の医療事故担当特命理事として、日々進化を遂げる日本の医療事故防止対策の現最前線で活躍した
医療技術のみならず医療機器・薬品等の新しい技術や物品が次々と導入され、医療現場は複雑化し続けている。それに伴って従来経験しなかった出来事も発生し、「医療事故の増加」という負のイメージが生まれた。このイメージは患者サイドには医療への不信を、医療サイドには難問に巻き込まれるかも知れないという不安に繋がり、社会全体においては生命をめぐる医療が不幸な方向へと進むことになりかねない危機的な状態だった。
厚生労働省は2001年10月からヒヤリ・ハット事例を収集・分析し、その改善方法等医療安全に資する情報を提案する「医療安全ネットワーク整備事業（ヒヤリ・ハット事例収集事業）」を開始した。

### [1] 医療事故情報等収集事業（旧名：医療事故防止センター）設立まで
厚生労働省は準備の成果に基づき、2004年9月21日付で医療法施行規制の一部を改正する省令を公布し、特定機能病院などに対して医療事故情報の報告を義務付けた。
その動きに連動して、2004年7月公益財団法人日本医療機能評価機構内に医療事故防止センター（現　医療事故情報収集等事業）が設立され、2004年10月から法令に基づく医療事故の情報収集を開始し、野本教授は医療事故担当特命理事として、本事業のリーダーを務めることとなった（在任期間2004年4月 - 2016年6月）。

### [2]野本教授の事故防止事業の基本的な考え方と特命理事としての業績
野本教授は新しい活動を起こす時は基本的な理念哲学が必要であるとの考えから、川の流れと洪水の防止対策をモデルとして、情報提供医療機関の選定・事故情報収集や収集した情報の公表に必要な規定やルール等のシステムを構築したれた。

#### 1.事故情報収集の考え方
患者は被害者、医療機関は加害者という捉え方では安全な医療システムは構築されない。両者の協力によってのみ医療安全が達成できると考え、活動プランは構築された。
また、大きな事故（たとえば死亡に至った事例）のみを取り上げるのではなく、医療行為全体を川の流れとして把握し、源流から大河に至るまでに存在する要素のすべて取り上げることで、大洪水（死亡事故）に至るのを防止することとした。

#### 2.情報提供医療機関

##### 1）報告義務対象医療機関
1. 国立研究開発法人及び国立ハンセン病療養所
2. 独立行政法人国立病院機構の開設する病院
3. 学校教育法に基づく大学の付属施設である病院（病院分院を除く）
4. 特定機能病院

　　2016年における報告義務対象医療機関数：276施設

##### 2）参加登録申請医療機関[8]
1. 報告義務対象医療機関以外の医療機関であって、医療事故収集・分析・提供事業に参加を希望する医療機関

　　2016年における参加登録申請医療機関数：755施設

##### 3）報告書・年報と医療安全情報
役割分担や情報収集の方針は当事業の運営委員会で決定し、医療安全の専門家を中心とする総合評価部会において具体的な対応や情報の分析を検討し事業を推進する。
参加医療機関の事故対応能力を高めるため、各種の研修会を行っている。
報告・書年報はある程度包括的な内容を記載し、事故防止や事故対応の具体例や活用する目的で作成している。医療安全情報は収集された情報を分析し、特に告知すべき事例やポイントを解りやすくまとめ図表化すている。

##### 野本教授が携わった情報公表事例
- 医療事故収集事業報告書：3ヵ月に1回公表　第1回（2006年4月） - 第44回（2016年3月）
- 医療事故事業年報：年1回公表　平成17年報（2006年8月） - 平成26年報（2015年8月）
- 医療安全情報：毎月1回公表　NO.1（2006年1月） - NO.114（2016年5月）
- 医療事故ヒヤリ・ハット事業データベースの構築

　　　報告事例数：医療事故21,126事例、ヒヤリ・ハット47,457事例

### [3]薬局ヒヤリ・ハット事例集[9]の分析事業
医療事故防止の一環として薬の適切な使用も重要ポイントであることから、全国の薬局からもヒヤリ・ハット事例等を収集・分析し、薬局の医療安全対策に有用な情報を広く提供している
2014年度に、全国約57,000件の薬局のうち、事業に参加しているのは8000軒あまり。薬剤の使用において、多くのポイントのさまざまなレベルの問題が報告されている。